# مايكل بيرن
مايكل بيرن (بالإنجليزية: Michael Byrne)‏ هو ممثل بريطاني، ولد في 7 نوفمبر 1943 بلندن في المملكة المتحدة.

## أعمال

### أفلام
- (1989) إنديانا جونز والحملة الأخيرة[3]
- (1995) قلب شجاع[4][5]
- (1997) الغد لا يموت[6][7][8]
- (1998) دعوى مدنية[9]
- (2000) دليل على الحياة[10]
- (2000)  الأرض
- (2002) عصابات نيويورك[11][12][13]
- (2010) هاري بوتر ومقدسات الموت – الجزء 1[14][15]
- (2013) ديانا
- (2014) موردكاي[16]

## وصلات خارجية
- مايكل بيرن على موقع IMDb (الإنجليزية)
- مايكل بيرن على موقع ألو سيني (الفرنسية)
- مايكل بيرن على موقع أول موفي (الإنجليزية)
- مايكل بيرن على موقع قاعدة بيانات الأفلام السويدية (السويدية)
- مايكل بيرن على موقع قاعدة بيانات الفيلم (الإنجليزية)
- مايكل بيرن على موقع كينوبويسك (الروسية)